# Maricetta Lombardo

 Nastro d'argento migliore presa diretta 2018

 Nastro d'argento migliore presa diretta 2020

 Ciak d'oro miglior sonoro 2020

 David di Donatello per il miglior suono 2009

 David di Donatello per il miglior suono 2019

Maricetta Lombardo (Agrigento, ...) è una tecnico del suono italiana.

## Biografia
Frequenta l'accademia di belle arti della sua città in scenografia, e negli anni novanta segue un corso di formazione teatrale e cinematografico organizzato da Andrea Camilleri, che la spinge a trasferirsi a Roma dove studia al Centro sperimentale di cinematografia.
Conseguito il titolo, diventa assistente di corso dei docenti, e nel 1998 incontra i primi registi con cui collabora, diventando sodale coi lavori del regista Matteo Garrone. Detiene il record di vittorie, quattro, al Nastro d'argento per il miglior suono.

## Filmografia

### Cinema
- Estate romana, regia di Matteo Garrone (2000)
- L'imbalsamatore, regia di Matteo Garrone (2002)
- B.B. e il cormorano, regia di Edoardo Gabbriellini (2003)
- Primo amore, regia di Matteo Garrone (2004)
- La passione di Giosué l'ebreo, regia di Pasquale Scimeca (2005)
- Sfiorarsi, regia di Angelo Orlando (2006)
- Estômago, regia di Marcos Jorge (2007)
- Gomorra, regia di Matteo Garrone (2008)
- Cosmonauta, regia di Susanna Nicchiarelli (2009)
- Malavoglia, regia di Pasquale Scimeca (2010)
- Noi credevamo, regia di Mario Martone (2010)
- Interno giorno, regia di Tommaso Rossellini (2011)
- Reality, regia di Matteo Garrone (2012)
- Padroni di casa, regia di Edoardo Gabbriellini (2012)
- La scoperta dell'alba, regia di Susanna Nicchiarelli (2012)
- Mi rifaccio vivo, regia di Sergio Rubini (2013)
- King of the Sands, regia di Najdat Esmail Anzur (2013)
- Patria, regia di Felice Farina (2014)
- Il racconto dei racconti - Tale of Tales, regia di Matteo Garrone (2015)
- Suburra, regia di Stefano Sollima (2015)
- Il padre d'Italia, regia di Fabio Mollo (2017)
- L'intrusa, regia di Leonardo Di Costanzo (2017)
- Una famiglia, regia di Sebastiano Riso (2017)
- La terra dell'abbastanza, regia di Damiano e Fabio D'Innocenzo (2018)
- Dogman, regia di Matteo Garrone (2018)
- Il flauto magico di Piazza Vittorio, regia di Gianfranco Cabiddu e Mario Tronco (2018)
- Pinocchio, regia di Matteo Garrone (2019)
- The App, regia di Elisa Fuksas (2019)

### Televisione
- Romanzo criminale - La serie, regia di Stefano Sollima (2008-2010)
- Gomorra - La serie, (2014)
- Zero Zero Zero - la serie regia di Stefano Sollima, Janus Metz, Pablo Trapero.

## Riconoscimenti
- David di Donatello
  - 2009 - Miglior suono per Gomorra
  - 2011 - Candidata a miglior suono per Noi credevamo
  - 2013 - Candidata a miglior suono per Reality
  - 2016 - Candidata a miglior suono per Il racconto dei racconti - Tale of Tales
  - 2019 - Miglior suono per Dogman
  - 2020 - Candidata a miglior suono per Pinocchio
  - 2024 - Miglior suono per Io Capitano
- Nastro d'argento
  - 2009 - Miglior sonoro per Gomorra
  - 2011 - Candidata a miglior sonoro per Malavoglia
  - 2015 - Miglior sonoro per Il racconto dei racconti - Tale of Tales
  - 2018 - Miglior sonoro per Dogman e L'intrusa
  - 2020 - Miglior sonoro per Pinocchio
- Ciak d'oro
  - 2003 - Candidata a miglior suono per L'imbalsamatore
  - 2004 - Candidata a miglior suono per Primo amore
  - 2009 - Candidata a miglior suono per Gomorra
  - 2013 - Candidata a miglior suono per Reality
  - 2016 - Candidata a miglior suono per Il racconto dei racconti - Tale of Tales
  - 2020 - Miglior sonoro per Pinocchio[4]